# Henri-Marie Bradet
Pour les articles homonymes, voir Bradet.
Henri-Marie Bradet, né Ulric Bradet le 19 octobre 1913 à Saint-Urbain de Charlevoix et mort le 30 novembre 1970 à Montréal, est un prêtre dominicain québécois, directeur et fondateur de la revue Maintenant.

## Formation
Fils d’Herménégilde Bradet, guide forestier, et de Marie-Louise Bouchard, Henri-Marie Bradet fait ses études primaires chez les Petites Sœurs Franciscaines à Saint-Urbain, au collège des Frères du Sacré-Cœur à Kénogami, et ses études classiques au Séminaire de Chicoutimi. Il entre chez les dominicains à Saint-Hyacinthe le 3 août 1937 puis, de 1937 à 1945, il étudie au collège des dominicains d’Ottawa. Il est ordonné prêtre le 26 juin 1943 à Ottawa, et fait ses études théologiques de 1943 à 1945 à Ottawa. Il obtient ensuite un diplôme en littérature française à l’Université Laval, puis en technique oratoire à Washington University, D.C. Il est nommé vicaire (1946) puis curé (1948) à la paroisse Notre-Dame-de-Grâce, à Montréal. Au début des années 1960, il fait un stage en Europe comme observateur des mouvements religieux puis, en 1961, il est assigné au couvent Saint-Albert-le-Grand, Chemin de la Côte-Sainte-Catherine à Montréal,.

## Directeur-fondateur deMaintenant
Dernier directeur de la Revue Dominicaine (1915-1961), publiée par les dominicains de la Province du Canada de 1915 à 1961 et qui cesse de paraître à la fin de 1961. Il devient en janvier 1962 directeur-fondateur de Maintenant,, périodique créé par l’Ordre des Dominicains au Québec en 1962, qui prend la relève de la Revue Dominicaine.
Maintenant figure aux premières lignes des débats idéologiques, culturels et politiques qui jalonnent la Révolution tranquille au Québec.

## «L'affaire Bradet»
Le père Bradet occupe cette fonction du 1er janvier 1962 au 15 juillet 1965, alors qu’il en est destitué par le supérieur provincial de l’Ordre des dominicains, le père Thomas-M. Rondeau, o.p., sur la « pression »  du général de l’Ordre à Rome, le père Aniceto Fernandez, o.p.
« Ce limogeage eut l’effet d’une bombe au Québec » et est devenu ce qu’on a appelé « l’affaire Bradet »,, et les médias et les milieux intellectuels du Québec expriment un désarroi, voire une incrédulité, face à ce congédiement surprise,,,,,,,,.

## «Un des Pères douloureux de notre Révolution tranquille»
Le père Benoît Lacroix, o.p., qui a bien connu Henri-M. Bradet comme étudiant au Studium d’Ottawa et comme premier directeur de la revue Maintenant, écrit, dans sa préface au livre « Mon ami Bradet » :
« Des réponses, tout le monde en donne. Qui ne les connaît plus ou moins à l’avance ? Mais qui trouvera quelqu’un prêt à chercher avec moi et à interroger la vie, la mort, l’au-delà ? Exactement le même à Notre-Dame-de-Grâce et à Paris qu’à Ottawa et Québec, il écoute. Quand il est assigné à Maintenant les interrogateurs changent. Au lieu de ses paroissiens fortunés et accueillants tous rangés par rues et quartiers numérotés, voici la grande forêt québécoise qui s’ouvre au monde. Des jeunes, des moins jeunes, agnostiques, athées, prêtres en difficulté, couples, tous viennent se faire écouter. Si étonnant que cela paraisse, Bradet ne voulait pas ce genre d’action brutale à la ligne de feu. Mais une fois engagé, le voici qui crie, hurle et bouscule à son tour, casse les branches mortes, risque de scier même les vieux chênes. (…) Quoi qu'il en soit, le Québec change et le Père Bradet aime son pays. Québécois à cent pour cent, quoique peu politisé, les questions qui se posent à son Église écrasée d’habitudes acquises sont devenues des interrogations (…) »
De 1965 à 1966, le père Bradet vit à la Maison Montmorency (Kent House) à Courville, Québec, puis de 1967 à 1970 il est aumônier des étudiants canadiens à Paris où il habite à la Fraternité sacerdotale. Le 7 novembre 1970, il reçoit le sacrement des malades à Paris et le 19 novembre, il arrive par avion à l'Hôpital Notre-Dame de Montréal, accompagné du Père Patrice du Boullay, o.p., et médecin. Il meurt au même hôpital le 30 novembre. Ses funérailles ont lieu à l'église Notre-Dame-de-Grâce et l'inhumation au cimetière dominicain de Saint-Hyacinthe. En janvier 1971, dans son numéro 102, aux pages 7 à 10, Maintenant rend hommage à son fondateur.
Pour Benoît Lacroix, o.p., « le directeur-fondateur de Maintenant fut un des Pères douloureux de notre Révolution tranquille ».